# Anna själv tredje
För andra betydelser, se Anna själv tredje (olika betydelser).

Anna själv tredje, målning av Leonardo da Vinci (cirka 1510). Louvren, Paris.

Anna själv tredje (tyska Anna selbdritt, av selb-, själv, dritt, den tredje) är en vanlig gestaltning av Jungfru Marias moder Anna, där hon återges med Maria och Jesusbarnet i en gemensam bild. I konsten framställs den heliga familjen med olika attribut. Marias moder Anna framställs oftast som en matrona med attributen bok, det vill säga Gamla Testamentet, en korg och en liten vit hund. Jesu moder Maria framställs med blå mantel över röd klänning med attributen lilja, månskära och stjärnekrona. Jesusbarnets attribut är en jordglob med kors.

## Kulten kring Anna själv tredje
Sankta Anna var enligt det apokryfiska Jakobs protevangelium namngiven som Marias moder. Kejsar Justinianus I byggde ca 550 en kyrka till hennes ära i Konstantinopel. Under Karl den stores tid verkar kulten av Anna ha kommit till Västeuropa. Många kyrkor vigdes då till henne. Påven Leo III lät måla Anna och hennes man Joakims historia på väggarna i kyrkan S:t Paolo utanför Rom. I slutet av 1400-talet blev Anna mycket populär. Humanister som abbot Johannes Trithemius diktade verser till henne. Konrad Celtes riktade ofta sina böner till henne och Eobanus Hessus lyckades med konststycket att ge ut hennes brev till Joakim. Man menade också att hon måste ha varit gift tre gånger eftersom hon var mor till alla tre Mariorna som omtalas i Nya Testamentet. Kulten av Anna var omfattande under senmedeltiden. Kejsar Max upptogs till exempel 1496 i Annabrödernas sällskap. Martin Luther lovade den 2 juli 1505 att gå i kloster efter att ha anropat helgonet. 1523 skrev han dock att ”S:ta Anna var min avgud”. 
Påven Gregorius XIII påbjöd 1584 att det varje år den 26 juli över hela kristenheten skulle hållas en dubbelmässa till hennes ära. Hennes högtidsdag inföll dock under medeltiden den 9 december. 1425 blev hennes helgondag allmän i danska kyrkor. 
Motivet av Anna med dottern Jungfru Maria och Jesus användes ofta av dåtida konstnärer som Lucas Cranach, Albrecht Dürer, Leonardo da Vinci och Andrea del Sarto.
Begreppet "själv tredje" åsyftar en huvudperson som ingår i en grupp vars totala antal nämns. S:t Anna-motivet har alltså tre personer med Anna själv som huvudperson. Detta begrepp var ofta förekommande under medeltiden. Som ett exempel på begreppet kan nämnas Malmös senmedeltida räkenskapsbok där "Rasmus timmerman själv andra" omtalas, det vill säga Rasmus och att han hade med sig en medhjälpare.

## Anna själv tredje i Sverige
En träskulptur av bilden Anna själv tredje från tidigt 1400-tal finns bevarad i Vadstena klosterkyrka. Från 1400-talets första hälft finns också en träskulptur från Vittskövle kyrka och från Sankt Olofs kyrka, båda i Skåne. I Håtuna kyrka i Uppland finns en träskulptur från 1400-talets mitt, som ursprungligen stod i ett numera försvunnet altarskåp. I Slaka kyrka, Östergötland, finns en träskulptur av Anna själv tredje från 1400-talets sista fjärdedel. I Östraby kyrka i Skåne och i Värmdö kyrka i Uppland finns också "Anna själv tredje" skulpturer. Dessa är från slutet av 1400-talet. Helgonet finns också i altarskåpet från 1491 i Lena kyrka, Uppland, där Anna själv tredje är centralmotivet, omgiven av musikaliska änglar och flankerad av helgon på altarskåpets dörrar.
En sen skulptur av helgonet från 1520 finns i Enångers gamla kyrka. Där bär Anna hustrudok och haklin, medan Maria har utslaget hår som tecken på sin jungfrulighet och bärande himladrottningens krona.

## I populärkulturen
Anna själv tredje är en dikt från 1970 av Cornelis Vreeswijk från "Poem, ballader och lite blues". Dikten har senare även lästs in av Mikael Persbrandt och Shanti Roney. Anna själv tredje var även namnet på en svensk experimentell musikgrupp som 1977 släppte den ambienta LP:n Tussilago Fanfara. 2011 släppte den svenska musikern Anna Järvinen musikalbumet Anna Själv Tredje.
I romanen Arnes Kiosk av Karin Stensdotter spelar målningen en stor roll.

## Bildgalleri

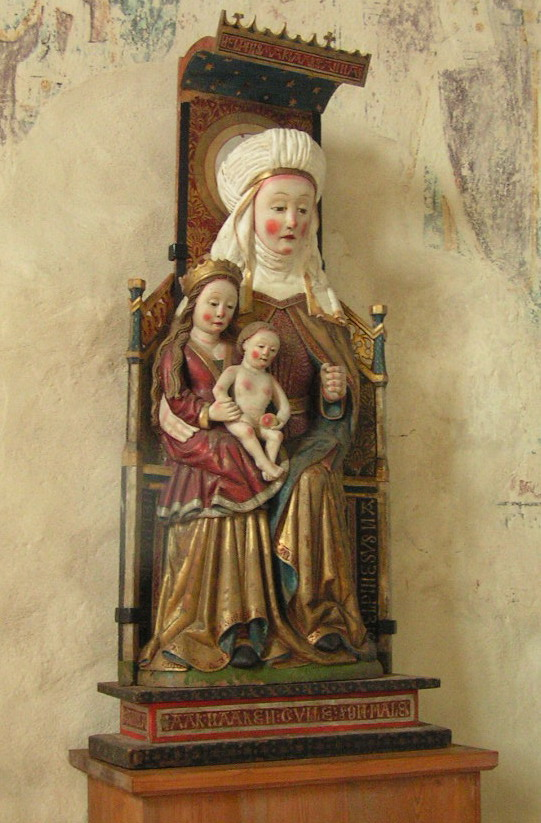
Skulptur i Enångers gamla kyrka
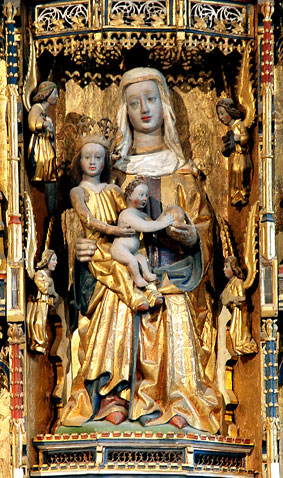
Altarskåpet i Lena kyrka, 1491
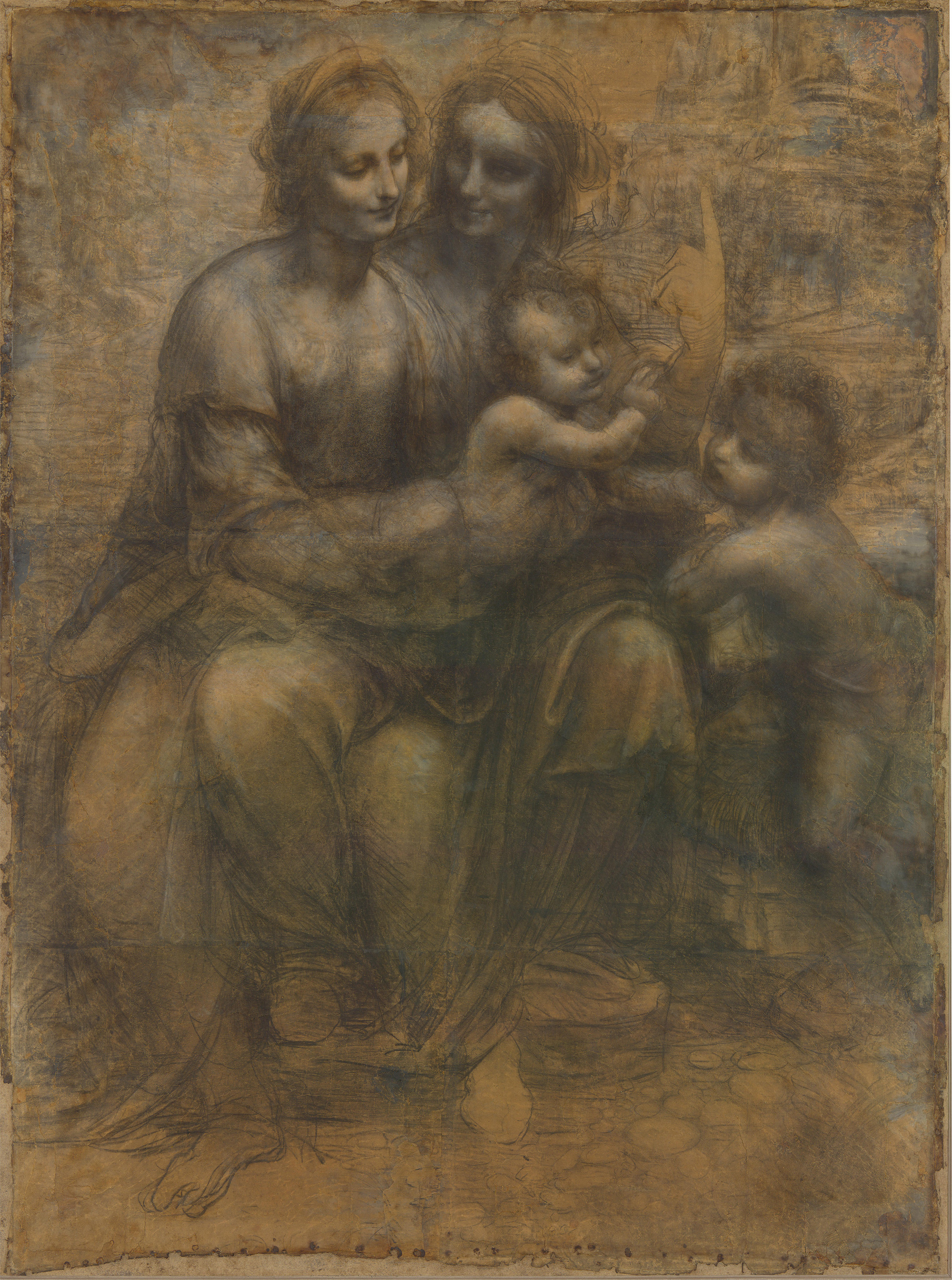
Anna själv tredje, skiss av Leonardo da Vinci (cirka 1499), National Gallery. Den anses vara ett förarbete till målningen gjord cirka tio år tidigare.
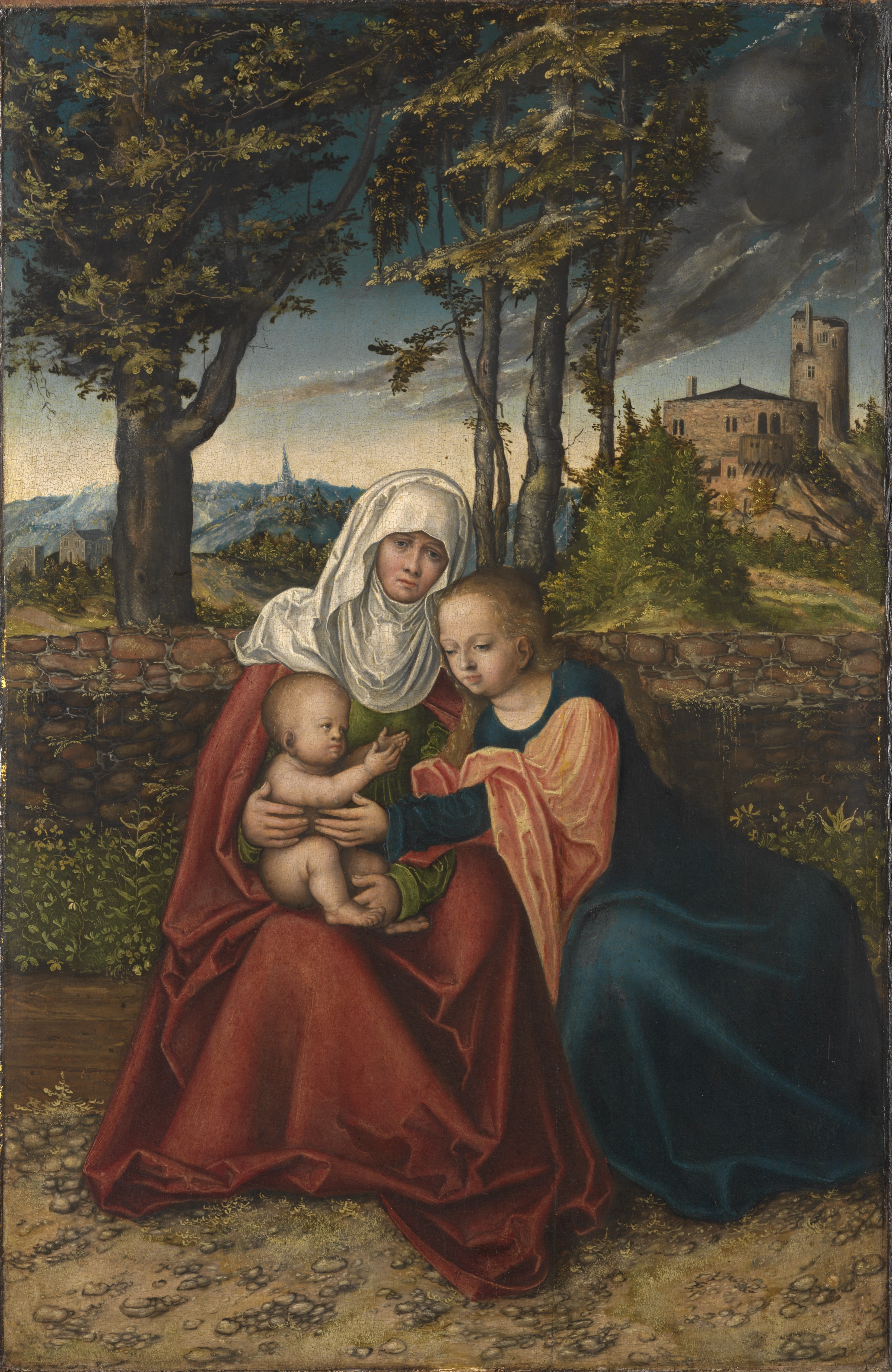
Anna själv tredje av Lucas Cranach den äldre (cirka 1516), Alte Pinakothek.
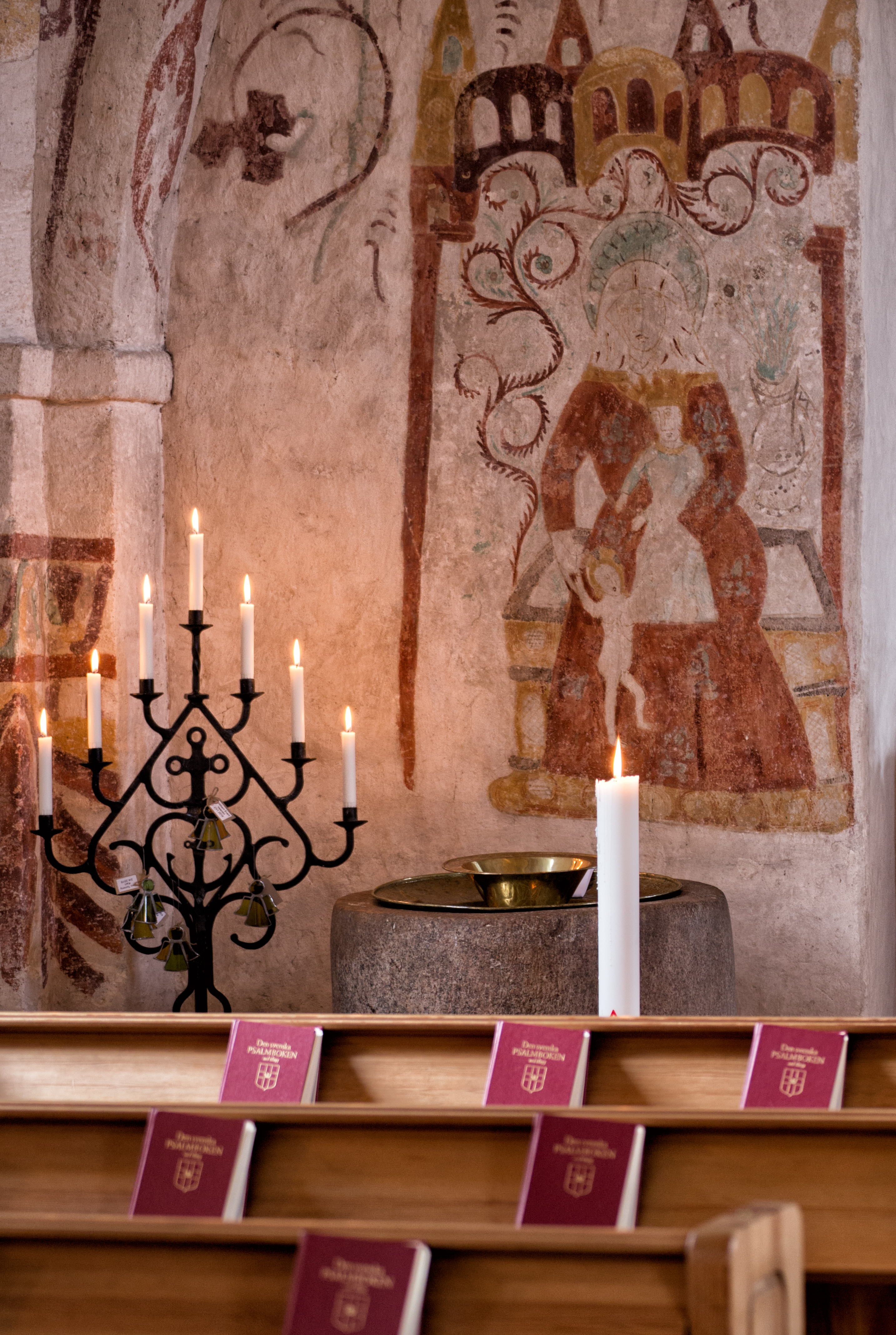
Medeltida väggmålning i Hästveda kyrka